# إستيل كاسينو
إستيل كاسينو (من مواليد 13 مارس 1996) هي لاعبة كرة مضرب فرنسية أفضل تصنيفات مهنية وصلت إليه في اتحاد لاعبات التنس المحترفات رقم 406 في الفردي ورقم 111 في الزوجي. فازت بأربعة ألقاب في الفردي وثلاثة وعشرين في الزوجي على جولة الاتحاد الدولي للتنس العالمية للسيدات. ظهرت لأول مرة في السحب الرئيسي لبطولات غراند سلام في بطولة فرنسا المفتوحة 2019، بعد حصولها على بطاقة البدل لبطولة الزوجي، بالشراكة مع اليكسان ليكيميا.
حصلت على بطاقة بدل في بطولة فرنسا المفتوحة لعام 2023 بالشراكة مع كارول مونيه. حصلت أيضًا على بطاقة بدل لظهورها الزوجي المختلط لأول مرة في هذا الحدث، بالشراكة مع دان أديد. بالشراكة مع مونيه حصلت مرة أخرى على بطاقة البدل في عام 2024 لبطولة فرنسا المفتوحة.